# ائتلاف جامائیکا
ائتلاف جامائیکا (آلمانی: Jamaika-Koalition) به ائتلافی در 

پرچم جامائیکا

نظام سیاسی در آلمان گفته می‌شود که میان اتحادیه دموکرات مسیحی آلمان/اتحادیه سوسیال-مسیحی بایرن (حزب اتحادیه) که بیانگر رنگ سیاه،حزب دموکرات آزاد آلمان که بیانگر رنگ زرد، اتحاد ۹۰/سبزها (رنگ سبز) است.